# 일대잡종
일대잡종, 교잡제일대, F1 하이브리드(F1 hybrid)는 뚜렷하게 다른 부모 유형의 자손 중 첫 번째 자손 세대이다. 일대잡종은 유전학 및 F1 교배(F1 crossbreed)라는 용어가 사용될 수 있는 선택적 육종에 사용된다. 이 용어는 때때로 "F1 hybrid"와 같이 아래 첨자로 작성된다. 후속 세대는 F2, F3 등으로 불린다.
명백하게 다른 부모 유형의 자손은 부모의 특성이 결합된 새롭고 균일한 표현형을 생성한다. 어류 사육에서 이러한 부모는 밀접하게 관련된 두 어종인 경우가 많은 반면, 식물 및 동물 사육에서는 부모가 두 개의 근친 교배 계통인 경우가 많다.
그레고어 멘델은 유전 패턴과 변이의 유전적 기초에 초점을 맞췄다. 멘델은 두 명의 진정한 번식 부모, 즉 동형접합 부모를 대상으로 한 교차 수분 실험에서 결과적으로 나타나는 F1 세대가 이형접합성이고 일관성이 있다는 사실을 발견했다. 자손은 유전적으로 우세한 각 부모의 표현형의 조합을 보여주었다. F1 및 F2 세대와 관련된 멘델의 발견은 현대 유전학의 토대를 마련했다.

## 같이 보기
- 재래 작물